# Alberts-Gletscher
Der Alberts-Gletscher ist ein stark zerklüfteter Gletscher im westantarktischen Grahamland. Er fließt vom Avery-Plateau in östlicher Richtung zum Mill Inlet, das er zwischen dem Balch-Gletscher und der Southard Promontory erreicht.
Die United States Navy fotografierte den Gletscher 1968. Diese Fotografien dienten dem britischen Direktorat für überseeische Landvermessungen (Directorate of Overseas Surveys, DOS) im Jahr 1980 einer Positionsbestimmung, die um die geodätischen Vermessungen des Falkland Islands Dependencies Survey zwischen 1947 und 1957 ergänzt wurden. Das UK Antarctic Place-Names Committee benannte den Gletscher nach Fred G. Alberts (1923–2010), US-amerikanischer Toponomastiker und Sekretär des Advisory Committee on Antarctic Names von 1949 bis 1980.